# László Hunyadi
László Hunyadi (n. 16 noiembrie 1933, Dâmbău, România) este un sculptor și designer maghiar din România, membru al Academiei Ungare de Arte (2005).

## Carieră
A absolvit Liceul de Artă din Târgu Mureș, iar studiile de sculptură le-a efectuat la Academia de Arte Plastice „Ion Andreescu”. Profesori i-au fost Dezső Bandi, Márton Izsák, Ion Irimescu, András Kós, Artúr Vetró, Jenő Szervátiusz. A fost arhitectul Teatrului de Păpuși din Târgu Mureș, iar tot aici din 1961 a fost profesor în Liceul de Artă. Din 1978 a fost liber profesionist.
Inspirat de cântece bătrânești el a continuat să creeze excelente bijuterii după tradiții transilvănene de arte metalice și orfevrărie. Capodopera sa o constituie noua fațadă a Teatrului Național din Târgu Mureș; a realizat plăci în memoria lui Gábor Bethlen, Miklós Zrínyi, Sándor Petőfi, Janos Arany, Endre Ady, Ferenc Erkel, Franz Liszt, Béla Bartók, Zoltán Kodály, András Sütő și Mihai Eminescu.
Trăiește și lucrează în municipiul Târgu Mureș. Face sculpturi în lemn și metal, obiecte de arte industriale de tip ornamental. Cel mai mare merit este că a reușit prin statuile lui să contribuie la istorie, etnografie, literatură, muzică, artă și meserii pentru conservarea tradițiilor minorități maghiare. Asta nu a fost o activitate fără probleme, căci furia publică alimentată de politică de multe ori a deteriorat sau a distrus sculpturi maghiare, inclusiv statui realizate de László Hunyadi. În vremuri grele, sculpturile mici sau artă aplicată i-au oferit artistului o consolare.

## Expoziții
- 1964 - Miercurea Ciuc
- 1970 - Cluj Napoca
- 1991 - Târgu Mureș
- 2002 - Kiskunfélegyháza
- 2003 - Budapesta
- 2004 - Udvard
- 2006 - Fertőszéplak
- 2010 - Teatrul Balaton
- 2011 - Budapesta

## Premii
- 1995 - Asociația Culturală Maghiară din Transilvania, (EMKE) Cluj;
- 2005 - Premiul Koller a Academiei Ungare de Arte
- 2009 - Premiul Patrimonial Maghiar, cetățean de onoare Târgu Mureș.